# Julia Mutschlechner
Julia Mutschlechner (9 dicembre 1997) è un'ex sciatrice alpina tedesca.

## Biografia
Attiva in gare FIS dal dicembre del 2013, in Coppa Europa la Mutschlechner ha esordito il 21 gennaio 2016 a Oberjoch in slalom speciale, senza completare la gara, e ha preso per l'ultima volta il via il 31 gennaio 2019 a Tignes in slalom gigante, senza completare quella he sarebbe rimasta l'ultima gara della sua carriera (non ha portato a termine nessuna delle 6 gare nel circuito continentale cui ha preso parte). Non ha debuttato in Coppa del Mondo né preso parte a rassegne olimpiche o iridate.

## Palmarès

### Australia New Zealand Cup
- Miglior piazzamento in classifica generale: 3ª nel 2017
- Vincitrice della classifica di slalom gigante nel 2017
- 5 podi:
  - 2 vittorie
  - 2 secondi posti
  - 1 terzo posto

#### Australia New Zealand Cup - vittorie
| Data           | Località     | Paese     | Specialità |
| -------------- | ------------ | --------- | ---------- |
| 22 agosto 2016 | Mount Hotham | Australia | GS         |
| 22 agosto 2016 | Mount Hotham | Australia | GS         |

Legenda:

GS = slalom gigante

### Campionati tedeschi
- 1 medaglia:
  - 1 argento (slalom speciale nel 2018)